# Elitserien na żużlu (2007)
Elitserien 2007 to 27. sezon szwedzkiej Elitserien w sporcie żużlowym. Od 1982 Elitserien jest najwyższą klasą rozgrywkową szwedzkiej ligi. Sezon rozpoczął się 1 maja 2007 a zakończył finałem 26 września 2007. Drużyna VMS Elit Vetlanda nie zdołała obronić tytułu, który należy teraz do Västervik Speedway.

## Zespoły
- VMS Elit Vetlanda (mistrz)
- Västervik Speedway
- Dackarna Målilla
- Piraterna Motala
- Indianerna Kumla
- Masarna Avesta
- Smederna Eskilstuna
- Hammarby Sztokholm
- Rospiggarna Hallstavik
- Kaparna Göteborg (beniaminek)

W chwili rozpoczęcia sezonu, kontrakty z klubami podpisało 32 Polaków.

## Zasady
- runda zasadnicza obejmuje 18 kolejek (drużyny spotykają się ze sobą dwukrotnie – zmianą jest to, że nie rywalizują systemem mecz, a w następnej kolejce rewanż, rewanże odbędą się w drugiej części sezonu), do fazy play-off awansuje osiem najlepszych drużyn, które będą rywalizowały systemem pucharowym
- ostatnia drużyna zostanie zdegradowana do Allsvenskan League
- za zwycięstwo w dwumeczu przyznawany jest punkt bonusowy (w przypadku remisu w dwumeczu rozgrywany jest bieg dodatkowy, do którego drużyny zgłaszają po jednym zawodniku)
- każda drużyna składa się z siedmiu zawodników, których suma KSM nie może przekroczyć 43,15 pkt. – dwóch najsłabszych startuje obligatoryjnie z numerami 6 i 7 (tworzą tzw. parę rezerwowych), dodatkowo do składu można zgłosić zawodnika pod numerem 8, jednakże pod warunkiem, że jego KSM jest niższy od rezerwowych i jest juniorem
- zawodnicy rezerwowi mogą wystartować w nie więcej niż sześciu wyścigach
- gdy strata zespołu wynosi minimum 6 punktów, w wyścigach 6 – 14 możliwy jest start zawodnika w ramach rezerwy taktycznej (nie ma jokera)
- do biegów 15 i 16 zawodnicy są nominowani – w ostatnim wyścigu startują zawodnicy z najlepszym dorobkiem punktowym (nie uwzględnia się punktów zawodników rezerwowych)
- w przypadku przerwania zawodów wynik meczu może być zaliczony po rozegraniu 9 wyścigów
- punkt bonusowy w wyścigu przyznawany jest każdemu zawodnikowi, który ukończy wyścig na punktowanej pozycji za partnerem z drużyny, niezależnie od tego, czy rywale miną linię mety
- zawodnika można zastępować w ramach rezerwy zwykłej od początku meczu
- zespoły mogą kontraktować nowych zawodników po otwarciu okna transferowego (zawodnicy mogą również zmieniać kluby)

### Tabela biegowa
Oto tabela biegowa zgodnie z którą w sezonie 2007 odbywają się zawody ligowe w Szwecji:
| (1)          | C          |            |            |            |            |            | B          |            |            | D          |            |            |            | A          |            |            |            |            |
| (2)          | A          |            |            |            | C          |            | D          |            |            |            |            |            | B          |            |            |            |            |            |
| (3)          |            |            | A          |            |            | B          |            | C          |            |            |            |            | D          |            |            |            |            |            |
| (4)          |            |            | C          |            |            | D          |            | A          |            |            |            | B          |            |            |            |            |            |            |
| (5)          |            |            |            | B          |            |            |            |            | A          |            |            | D          |            | C          |            |            |            |            |
| (6)          |            | B          |            | D          |            |            |            |            | C          |            | A          |            |            |            |            |            |            |            |
| (7)          |            | D          |            |            | A          |            |            |            |            | B          | C          |            |            |            |            |            |            |            |
| (8)          |            |            |            |            |            |            |            |            |            |            |            |            |            |            |            |            |            |            |
| Gospodarze   | Gospodarze | Gospodarze | Gospodarze | Gospodarze | Gospodarze | Gospodarze | Gospodarze | Gospodarze | Gospodarze | Gospodarze | Gospodarze | Gospodarze | Gospodarze | Gospodarze | B          | A          |            |            |
| Gospodarze   | Gospodarze | Gospodarze | Gospodarze | Gospodarze | Gospodarze | Gospodarze | Gospodarze | Gospodarze | Gospodarze | Gospodarze | Gospodarze | Gospodarze | Gospodarze | Gospodarze | D          | C          |            |            |
| Nr zawodnika | 1          | 2          | 3          | 4          | 5          | 6          | 7          | 8          | 9          | 10         | 11         | 12         | 13         | 14         | Nominowane | Nominowane | Nominowane | Nominowane |
| Nr zawodnika | 1          | 2          | 3          | 4          | 5          | 6          | 7          | 8          | 9          | 10         | 11         | 12         | 13         | 14         | 15         | 16         |            |            |
| Goście       | Goście     | Goście     | Goście     | Goście     | Goście     | Goście     | Goście     | Goście     | Goście     | Goście     | Goście     | Goście     | Goście     | Goście     | A          | D          |            |            |
| Goście       | Goście     | Goście     | Goście     | Goście     | Goście     | Goście     | Goście     | Goście     | Goście     | Goście     | Goście     | Goście     | Goście     | Goście     | C          | B          |            |            |
| (1)          | B          |            |            |            |            | C          |            |            | D          |            |            |            | A          |            |            |            |            |            |
| (2)          | D          |            |            |            |            | A          |            |            | B          |            |            | C          |            |            |            |            |            |            |
| (3)          |            |            | B          |            |            |            | C          |            |            |            |            | A          |            | D          |            |            |            |            |
| (4)          |            |            | D          |            | B          |            | A          |            |            |            |            |            | C          |            |            |            |            |            |
| (5)          |            |            |            | A          |            |            |            | D          |            | C          |            |            |            | B          |            |            |            |            |
| (6)          |            | C          |            |            |            | D          |            |            |            |            | A          | B          |            |            |            |            |            |            |
| (7)          |            | A          |            | C          |            |            |            | B          |            |            | D          |            |            |            |            |            |            |            |
| (8)          |            |            |            |            |            |            |            |            |            |            |            |            |            |            |            |            |            |            |

## Sezon zasadniczy

### Tabela
| Msc | Drużyna                | M. | Z. | R. | P. | Pkt | Bon | Razem | +/–  |
| --- | ---------------------- | -- | -- | -- | -- | --- | --- | ----- | ---- |
| 1   | Västervik Speedway     | 18 | 16 | 0  | 2  | 32  | 8   | 40    | +160 |
| 2   | Hammarby Sztokholm     | 18 | 11 | 4  | 3  | 26  | 9   | 35    | +157 |
| 3   | Dackarna Målilla       | 18 | 12 | 1  | 5  | 25  | 6   | 31    | +182 |
| 4   | VMS Elit Vetlanda (M)  | 18 | 11 | 0  | 7  | 22  | 6   | 28    | +114 |
| 5   | Masarna Avesta         | 18 | 11 | 0  | 7  | 22  | 5   | 26    | -24  |
| 6   | Piraterna Motala       | 18 | 9  | 2  | 7  | 20  | 5   | 25    | +56  |
| 7   | Rospiggarna Hallstavik | 18 | 9  | 1  | 8  | 19  | 4   | 23    | -17  |
| 8   | Smederna Eskilstuna    | 18 | 3  | 0  | 15 | 6   | 2   | 8     | -204 |
| 9   | Kaparna Göteborg (B)   | 18 | 2  | 1  | 15 | 4   | 1   | 5     | -312 |
| 10  | Indianerna Kumla       | 18 | 1  | 1  | 16 | 3   | 1   | 4     | -159 |

M. – liczba meczów, Z. – liczba zwycięstw, R. – liczba remisów, P. – liczba porażek,
Pkt. – liczba punktów, Bon. – liczba bonusów, Razem – suma Pkt. i Bon.,
+/– – różnica między zdobytymi i straconymi punktami biegowymi.

### Terminarz
| Data        | Gospodarz              | Wynik | Gość                     | Uwagi                      |
| ----------- | ---------------------- | ----- | ------------------------ | -------------------------- |
| 1 maja      | Kaparna Göteborg       | 36:60 | VMS Elit Vetlanda        |                            |
| 1 maja      | Västervik Speedway     | 50:46 | Bajen Speedway Sztokholm |                            |
| 1 maja      | Piraterna Motala       | 50:46 | Masarna Avesta           |                            |
| 1 maja      | Dackarna Målilla       | 58:38 | Indianerna Kumla         |                            |
| 1 maja      | Rospiggarna Hallstavik | 52:44 | Smederna Eskilstuna      |                            |
| 8 maja      | Indianerna Kumla       | 45:51 | Rospiggarna Hallstavik   |                            |
| 8 maja      | Hammarby Sztokholm     | 48:48 | Piraterna Motala         |                            |
| 8 maja      | VMS Elit Vetlanda      | 44:52 | Västervik Speedway       |                            |
| 8 maja      | Smederna Eskilstuna    | 51:45 | Kaparna Göteborg         |                            |
| 8 maja      | Masarna Avesta         | 46:50 | Dackarna Målilla         |                            |
| 15 maja     | Smederna Eskilstuna    | 50:45 | Indianerna Kumla         |                            |
| 15 maja     | Kaparna Göteborg       | 31:64 | Västervik Speedway       |                            |
| 15 maja     | Piraterna Motala       | 42:54 | VMS Elit Vetlanda        |                            |
| 15 maja     | Dackarna Målilla       | 47:49 | Hammarby Sztokholm       |                            |
| 15 maja     | Rospiggarna Hallstavik | 50:46 | Masarna Avesta           |                            |
| 22 maja     | Kaparna Göteborg       | 38:58 | Piraterna Motala         |                            |
| 22 maja     | Västervik Speedway     | 59:37 | Smederna Eskilstuna      |                            |
| 22 maja     | VMS Elit Vetlanda      | 44:52 | Dackarna Målilla         |                            |
| 22 maja     | Masarna Avesta         | 53:43 | Indianerna Kumla         |                            |
| 22 maja     | Hammarby Sztokholm     | 51:45 | Rospiggarna Hallstavik   |                            |
| 29 maja     | Rospiggarna Hallstavik | 53:43 | VMS Elit Vetlanda        |                            |
| 29 maja     | Dackarna Målilla       | 63:33 | Kaparna Göteborg         |                            |
| 29 maja     | Piraterna Motala       | 46:50 | Västervik Speedway       |                            |
| 29 maja     | Masarna Avesta         | 50:46 | Smederna Eskilstuna      |                            |
| 29 maja     | Indianerna Kumla       | 48:48 | Hammarby Sztokholm       |                            |
| 5 czerwca   | Kaparna Göteborg       | 38:58 | Rospiggarna Hallstavik   |                            |
| 5 czerwca   | VMS Elit Vetlanda      | 59:36 | Indianerna Kumla         |                            |
| 5 czerwca   | Hammarby Sztokholm     | 62:34 | Masarna Avesta           |                            |
| 5 czerwca   | Smederna Eskilstuna    | 38:58 | Piraterna Motala         |                            |
| 5 czerwca   | Västervik Speedway     | 49:47 | Dackarna Målilla         |                            |
| 12 czerwca  | Rospiggarna Hallstavik | 46:50 | Västervik Speedway       |                            |
| 12 czerwca  | Dackarna Målilla       | 50:46 | Piraterna Motala         |                            |
| 12 czerwca  | Hammarby Sztokholm     | 60:24 | Smederna Eskilstuna      |                            |
| 12 czerwca  | Masarna Avesta         | 51:45 | VMS Elit Vetlanda        |                            |
| 12 czerwca  | Indianerna Kumla       | 67:28 | Kaparna Göteborg         |                            |
| 19 czerwca  | Piraterna Motala       | 51:45 | Rospiggarna Hallstavik   |                            |
| 19 czerwca  | Västervik Speedway     | 50:46 | Indianerna Kumla         |                            |
| 19 czerwca  | Kaparna Göteborg       | 46:50 | Masarna Avesta           |                            |
| 19 czerwca  | VMS Elit Vetlanda      | 49:47 | Hammarby Sztokholm       |                            |
| 19 czerwca  | Smederna Eskilstuna    | 41:55 | Dackarna Målilla         |                            |
| 26 czerwca  | Rospiggarna Hallstavik | 34:62 | Dackarna Målilla         |                            |
| 26 czerwca  | VMS Elit Vetlanda      | 62:34 | Smederna Eskilstuna      | zawody odbyły się 12 lipca |
| 26 czerwca  | Kaparna Göteborg       | 38:58 | Hammarby Sztokholm       |                            |
| 26 czerwca  | Masarna Avesta         | 50:46 | Västervik Speedway       |                            |
| 26 czerwca  | Indianerna Kumla       | 37:59 | Piraterna Motala         |                            |
| 3 lipca     | Smederna Eskilstuna    | 44:57 | Rospiggarna Hallstavik   |                            |
| 3 lipca     | Indianerna             | 41:55 | Dackarna Målilla         |                            |
| 3 lipca     | Masarna Avesta         | 49:47 | Piraterna Motala         |                            |
| 3 lipca     | Hammarby Sztokholm     | 61:35 | Västervik Speedway       |                            |
| 3 lipca     | VMS Elit Vetlanda      | 58:37 | Kaparna Göteborg         |                            |
| 10 lipca    | Rospiggarna Hallstavik | 58:38 | Indianerna Kumla         |                            |
| 10 lipca    | Kaparna Göteborg       | 50:46 | Smederna Eskilstuna      |                            |
| 10 lipca    | Västervik Speedway     | 49:47 | VMS Elit Vetlanda        |                            |
| 10 lipca    | Piraterna Motala       | 48:48 | Hammarby Sztokholm       |                            |
| 10 lipca    | Dackarna Målilla       | 62:34 | Masarna Avesta           |                            |
| 24 lipca    | Masarna Avesta         | 58:38 | Rospiggarna Hallstavik   |                            |
| 24 lipca    | Hammarby Sztokholm     | 49:47 | Dackarna Målilla         |                            |
| 24 lipca    | VMS Elit Vetlanda      | 52:44 | Piraterna Motala         | zawody odbyły się 25 lipca |
| 24 lipca    | Västervik Speedway     | 74:21 | Kaparna Göteborg         |                            |
| 24 lipca    | Indianerna Kumla       | 47:49 | Smederna Eskilstuna      |                            |
| 31 lipca    | Rospiggarna Hallstavik | 47:49 | Hammarby Sztokholm       |                            |
| 31 lipca    | Indianerna Kumla       | 43:53 | Masarna Avesta           |                            |
| 31 lipca    | Smederna Eskilstuna    | 39:57 | Västervik Speedway       |                            |
| 31 lipca    | Piraterna Motala       | 60:36 | Kaparna Göteborg         |                            |
| 31 lipca    | Dackarna Målilla       | 52:44 | VMS Elit Vetlanda        |                            |
| 7 sierpnia  | VMS Elit Vetlanda      | 53:43 | Rospiggarna Hallstavik   |                            |
| 7 sierpnia  | Kaparna Göteborg       | 42:54 | Dackarna Målilla         |                            |
| 7 sierpnia  | Västervik Speedway     | 53:43 | Piraterna Motala         |                            |
| 7 sierpnia  | Smederna Eskilstuna    | 47:49 | Masarna Avesta           |                            |
| 7 sierpnia  | Hammarby Sztokholm     | 56:40 | Indianerna Kumla         |                            |
| 14 sierpnia | Rospiggarna Hallstavik | 56:40 | Kaparna Göteborg         |                            |
| 14 sierpnia | Indianerna Kumla       | 44:52 | VMS Elit Vetlanda        |                            |
| 14 sierpnia | Masarna Avesta         | 49:47 | Hammarby Sztokholm       |                            |
| 14 sierpnia | Piraterna Motala       | 49:47 | Smederna Eskilstuna      |                            |
| 14 sierpnia | Dackarna Målilla       | 47:49 | Västervik Speedway       |                            |
| 21 sierpnia | Västervik Speedway     | 58:38 | Rospiggarna Hallstavik   |                            |
| 21 sierpnia | Piraterna Motala       | 51:45 | Dackarna Målilla         |                            |
| 21 sierpnia | Smederna Eskilstuna    | 43:53 | Hammarby Sztokholm       |                            |
| 21 sierpnia | VMS Elit Vetlanda      | 59:37 | Masarna Avesta           |                            |
| 21 sierpnia | Kaparna Göteborg       | 55:41 | Indianerna Kumla         |                            |
| 28 sierpnia | Rospiggarna Hallstavik | 58:37 | Piraterna Motala         |                            |
| 28 sierpnia | Indianerna Kumla       | 44:52 | Västervik Speedway       |                            |
| 28 sierpnia | Masarna Avesta         | 52:44 | Kaparna Göteborg         |                            |
| 28 sierpnia | Hammarby Sztokholm     | 56:39 | VMS Elit Vetlanda        |                            |
| 28 sierpnia | Dackarna Målilla       | 61:35 | Smederna Eskilstuna      |                            |
| 4 września  | Dackarna Målilla       | 48:48 | Rospiggarna Hallstavik   |                            |
| 4 września  | Smederna Eskilstuna    | 40:55 | VMS Elit Vetlanda        |                            |
| 4 września  | Hammarby Sztokholm     | 48:48 | Kaparna Göteborg         |                            |
| 4 września  | Västervik Speedway     | 51:45 | Masarna Avesta           |                            |
| 4 września  | Piraterna Motala       | 58:40 | Indianerna Kumla         |                            |

## Play-offy

### Ćwierćfinały
| Data        | Gospodarz         | Wynik | Gość              | Uwagi                                  |
| ----------- | ----------------- | ----- | ----------------- | -------------------------------------- |
| 11 września | VMS Elit Vetlanda | 53:43 | Masarna Avesta    |                                        |
| 11 września | Piraterna Motala  | 45:51 | Dackarna          |                                        |
| 18 września | Masarna Avesta    | 50:45 | VMS Elit Vetlanda | awans do półfiału: → VMS Elit Vetlanda |
| 20 września | Dackarna          | 57:39 | Piraterna Motala  | awans do płółfiału: → Dackarna Målilla |

### Półfinały
| Data        | Gospodarz          | Wynik | Gość               | Uwagi                                |
| ----------- | ------------------ | ----- | ------------------ | ------------------------------------ |
| 25 września | Hammarby Sztokholm | 43:53 | Dackarna Målilla   |                                      |
| 26 września | Västervik          | 56:40 | VMS Elit Vetlanda  |                                      |
| 26 września | Dackarna Målilla   | 59:37 | Hammarby Sztokholm | awans do fiału: → Dackarna Målilla   |
| 27 września | VMS Elit Vetlanda  | 48:48 | Västervik Speedway | awans do fiału: → Västervik Speedway |

### Finały
| Data           | Gospodarz          | Wynik | Gość               | Uwagi                                                               |
| -------------- | ------------------ | ----- | ------------------ | ------------------------------------------------------------------- |
| 2 października | Dackarna           | 53:43 | Västervik Speedway |                                                                     |
| 3 października | Västervik Speedway | 51:45 | Dackarna Målilla   | złoty medal: → Dackarna Målilla srebrny medal: → Västervik Speedway |